# Wojciech Łubieński (1565–1640)
Wojciech Łubieński herbu Pomian (ur. w 1565 roku w Łubnej, zm. 5 października 1640 roku w Pułtusku) – dziekan kapituły katedralnej poznańskiej w latach 1630–1631, kanonik gnieźnieńskiej kapituły katedralnej  w 1593 roku, kanonik kapituły kolegiackiej św. Jerzego na zamku w Gnieźnie, kanonik krakowski, sekretarz królewski.
Był bratem Marcina (1570–1641) rektora kolegium jezuitów w Kaliszu, arcybiskupa gnieźnieńskiego i prymasa Polski Macieja oraz biskupa płockiego Stanisława. Wspólnie z braćmi w latach 1622–1625 był fundatorem klasztoru i kościoła dla zakonu bożogrobców w Wągłczewie.
Pochowany w kolegiacie pułtuskiej.